# Людвіг фон Гутманншталь
Людвіг фон Гутманншталь (нім. Ludwig von Gutmannthgal) — австро-угорський дипломат. Генеральний консул Австро-Угорщини в Одесі (1845—1852)

## Життєпис
До 1845 року канцлер Генерального консульства в Одесі. З 10 лютого 1845 по 1852 р. займав посаду генерального консула в Одесі.
22 березня 1852 року був призначений імператором Францем Йосифом І віце-президентом Центрального морського управління в Трієсті.